# Sebaea thodeana
Sebaea thodeana är en gentianaväxtart som beskrevs av Ernest Friedrich Gilg. Sebaea thodeana ingår i släktet Sebaea och familjen gentianaväxter. Inga underarter finns listade i Catalogue of Life.